# مطثية حالة للزيلان
مطثية حالة للزيلان[بحاجة لمصدر] (الاسم العلمي: Clostridium xylanolyticum) هي نوع من البكتيريا يتبع جنس المطثية من الفصيلة المطثاوية.

## روابط خارجية
- ITIS - Catalogo delle specie